# Hyper-converged infrastructure
L'infrastruttura iperconvergente (HCI - Hyper-converged infrastructure) è un'infrastruttura IT, definita a livello software, che virtualizza tutti gli elementi dei sistemi convenzionali definiti a livello hardware. Essa include, come minimo, una computazione virtualizzata (un hypervisor), uno storage definito a livello software (software-defined storage) e una rete virtualizzata (software-defined network). Un'infrastruttura iperconvergente è in genere realizzata mediante server COTS (commercial off-the-shelf).
La differenza principale tra infrastruttura convergente e infrastruttura iperconvergente è che in HCI sia la storage area network che le sottostanti astrazioni di archiviazione sono implementate virtualmente nel software (nell'hypervisor o tramite esso) e non con elementi hardware fisici. Poiché gli elementi software-defined sono implementati nel contesto dell'hypervisor, la gestione delle risorse può essere condivisa fra tutte le istanze di un'infrastruttura iperconvergente.